# Magal de Touba

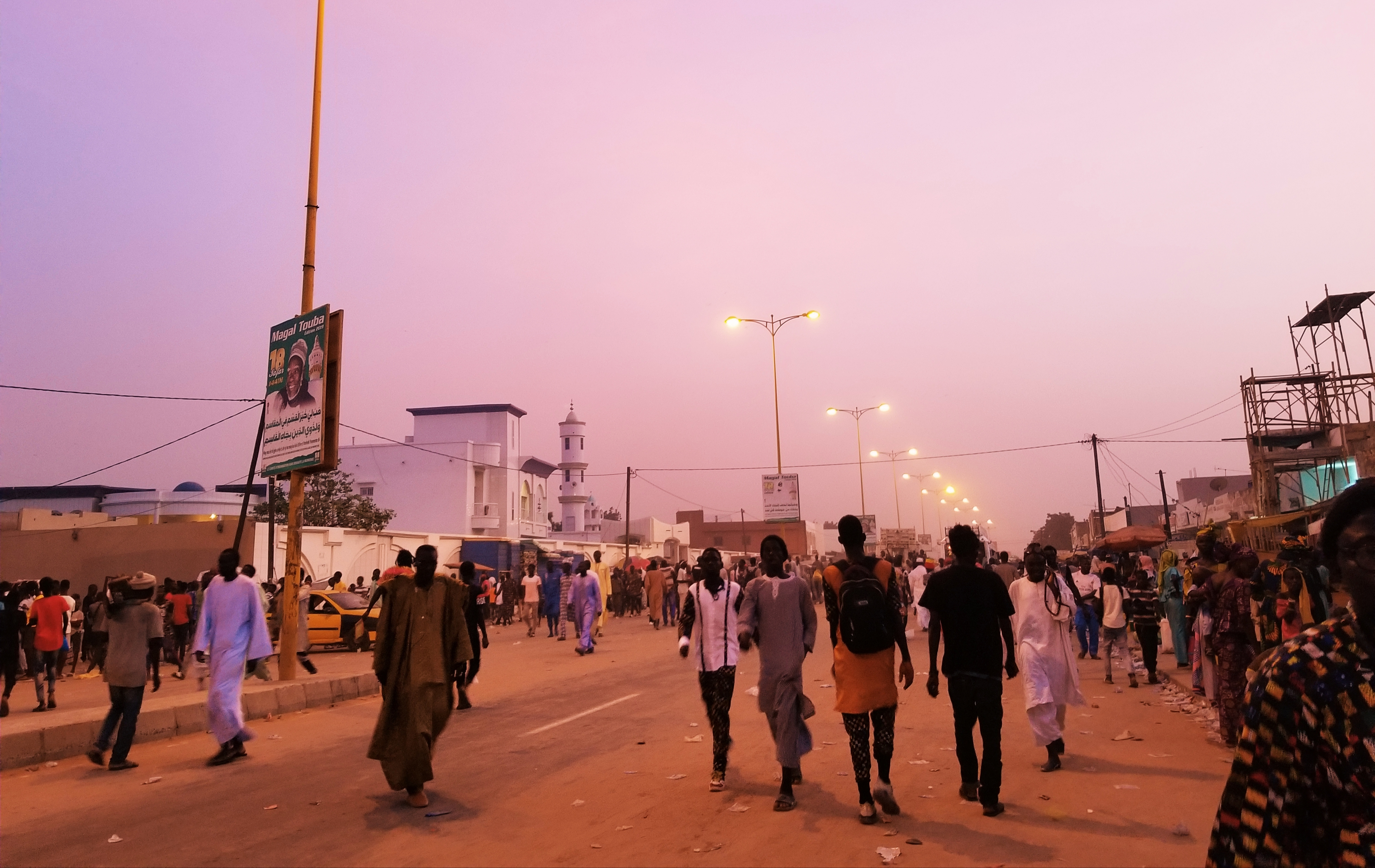
Pèlerins se rendant à la mosquée lors du magal (17 octobre 2019).

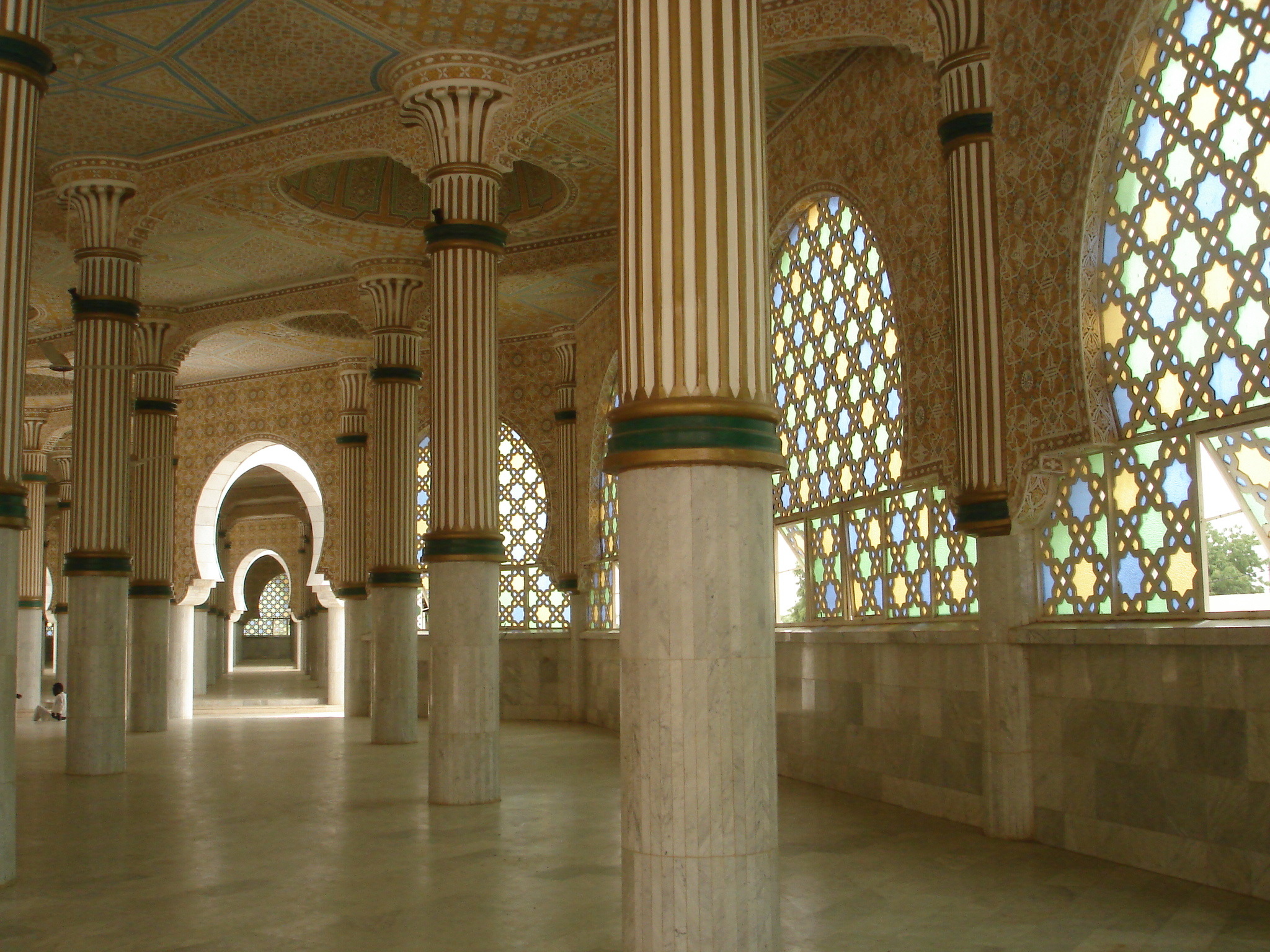
Intérieur de la Grande Mosquée de Touba.

Le Magal de Touba est la plus importante fête religieuse de la confrérie mouride (musulmane) du Sénégal. Il commémore le départ en exil au Gabon du fondateur de la confrérie, Cheikh Ahmadou Bamba, en 1895. Il est célébré à Touba, au Sénégal, depuis 1928, l'année ayant suivi la mort de Bamba. En 2011, le grand magal a rassemblé plus de trois millions de pèlerins.
Étymologiquement, magal est un terme wolof qui signifie « rendre hommage, célébrer, magnifier ». Le grand magal consiste en rendre grâce à Dieu.
Site web du grand Magal de Touba https://magal-touba.org/

## Dates du Grand magal
La date du Grand magal est fixée selon le calendrier de l'hégire, qui est un calendrier lunaire. Pour cette raison, il a lieu chaque année une dizaine de jours plus tôt et peut avoir lieu deux fois la même année solaire, comme cela s'est produit en 2013.
| 2011       | 2012       | 2013                     | 2014        | 2015         | 2016        | 2017       | 2018       | 2019       | 2020      |
| ---------- | ---------- | ------------------------ | ----------- | ------------ | ----------- | ---------- | ---------- | ---------- | --------- |
| 22 janvier | 12 janvier | 1er janvier, 21 décembre | 11 décembre | 1er décembre | 19 novembre | 9 novembre | 28 octobre | 17 octobre | 6 octobre |

### Filmographie
- Blaise Senghor, Grand Magal à Touba, court métrage documentaire, 1962, 20 min

## Référence
1. 1 2  (en) Christian Coulon, « The Grand Magal in Touba: A Religious Festival of the Mouride Brotherhood of Senegal », African Affairs, vol. 98, no 391,‎ 1er janvier 1999, p. 195–210 (JSTOR 723626)
2. ↑  Thomas Delattre, correspondent in Dakar, Senegal, translated by Marie-Caroline Trichet, « The Grand Magal, Senegal’s greatest pilgrimage », Le Journal International - Archives,‎ 28 janvier 2015 (lire en ligne, consulté le 29 novembre 2016).
3. ↑  « Senegal Bank and Public Holidays News Update », sur www.qppstudio.net (consulté le 29 novembre 2016).
4. ↑  AnydayGuide, « Magal de Touba in Senegal / 19 novembre 2016 », sur AnydayGuide (consulté le 29 novembre 2016).
5. ↑  « Comité d'Organisation du Magal de Touba », sur magal-touba.org (consulté le 1er octobre 2018).
6. 1 2  « Public Holidays Global », sur www.publicholidays.africa (consulté le 15 mars 2019).

Site web du Grand Magal de touba https://magal-touba.org/